# Die malayische Dschonke
Die malayische Dschonke ist ein deutscher Detektivfilm aus dem Jahre 1924 der Filmreihe Stuart Webbs. Die Titelrolle spielt Ernst Reicher.

## Handlung
Diesmal führt die Geschichte in die Welt der Diplomatie und der Blütenherstellung. Dem Sekretär einer Gesandtschaft werden heimlich gefälschte Banknoten zugesteckt. Während der Mann daraufhin festgehalten und somit vorübergehend aus dem Verkehr gezogen wird, gelingt es derweil einem Spitzbuben, aus der Wohnung des Diplomaten einen dort zwischengelagerten Geheimvertrag zu entwenden. 
Stuart Webbs wird eingeschaltet und geht der mysteriösen Geschichte auf den Grund. Bald kommt er einer mächtigen Spionageorganisation auf die Spur und entlarvt die Freundin des Diplomaten nicht nur als Diebin, sondern auch als eine im Solde ausländischer Agenten stehende Spionin. Im letzten Moment gelingt es dem smarten Detektiv, die wichtigen Geheimpapiere wieder an sich zu bringen.

## Produktionsnotizen
Die malayische Dschonke passierte die Filmzensur am 16. September 1924 und wurde am 24. Oktober 1924 in der Schauburg uraufgeführt. Der sechsaktige Film besaß 2279 Meter Länge und wurde mit Jugendverbot belegt.
Der Film wurde in den Studios von Geiselgasteig gedreht. Max Heilbronner schuf die Bauten.